# Stadio municipale metropolitano (Konya)
Lo Stadio municipale metropolitano (in turco Konya Büyükşehir Belediye Stadyumu) è un impianto sportivo situato a Konya, in Turchia. Usato prevalentemente per il calcio, è lo stadio di casa del Konyaspor Kulübü dalla stagione 2013-2014. 
L'impianto ha una capienza di 42 042 posti a sedere ed è omologato per la Süper Lig. Il campo da gioco è completamente in erba naturale e misura 68x105 m. Lo stadio era uno degli impianti indicati dalla federcalcio turca per ospitare il campionato d'Europa 2020.

## Caratteristiche
- Copertura:presente
- posti a sedere: 42000
- Tribuna VIP : ?
- Tribuna stampa: ?
- Capacita totale: 43000
- Parcheggio auto: ?
- Parcheggio autobus: ?